# كونت نيفا

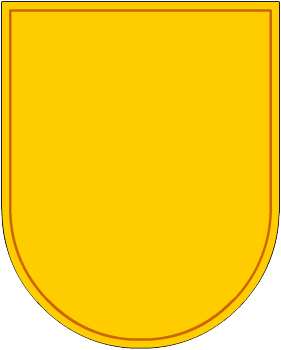
شعار عائلة مينيزيس، أول من حملوا لقب كونت نيفا.

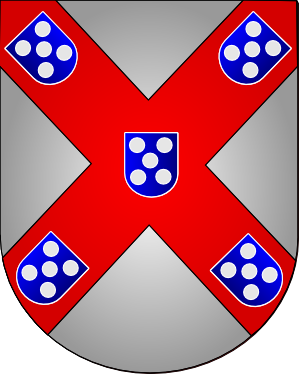
شعار أسرة براغانزا الذين ورثوا كونت نيفا.

كونت نيفا (البرتغالية:Conde de Neiva)؛ هو لقب نبيل برتغالي تم إنشاءه من قبل الملك فرناندو الأول من البرتغال في 1373 إلى صهره الدوم غونكالو تيليس دي مينيزيس شقيق الملكة ليونور، وبحيث كان أيضا لورد فاريا.
في وقت لاحق مُنحت المقاطعة إلى فرناندو من براغانزا، وعندما أصبح دوق براغانزا الثاني في 1461، أصبح اللقب مرتبط بعائلة براغانزا.

## قائمة الدوقات
- غونكالو تيليس دي مينيزيس (؟-1403).
- فرناندو الأول، دوق براغانزا (1403-1478).

ولاستمرار القائمة أنظر دوقات براغانزا بعد هذا التاريخ.